# Malăk Devesil, Kărdjali
Malăk Devesil (în bulgară Малък Девесил) este un sat în comuna Krumovgrad, regiunea Kărdjali,  Bulgaria. 

## Demografie
Componența etnică a satului Malăk Devesil
     Bulgari (7%)
     Nicio identificare (92,99%)
     Altele (0%)
La recensământul din 2011, populația satului Malăk Devesil era de 357 locuitori. Nu există o etnie majoritară, locuitorii fiind  și bulgari (7%). Pentru 92,99% din locuitori nu este cunoscută apartenența etnică.